# Sveriges skatteminister
Skatteminister har existerat i Sverige vid två tillfällen: under regeringen Carl Bildt, då Bo Lundgren innehade titeln, och under regeringen Perssons första år, 1996-1998, då Thomas Östros hade den.
Vid bägge tillfällena har skatteministern varit placerade vid Finansdepartementet, och därmed varit biträdande finansminister.

## Lista över Sveriges skatteministrar
| Nr |  | Skolminister              | Titel                       | Tillträdde     | Avgick         | Varaktighet        | Parti | Parti              | Regering                   |
| -- |  | ------------------------- | --------------------------- | -------------- | -------------- | ------------------ | ----- | ------------------ | -------------------------- |
| 1  |  | Bo Lundgren (född 1947)   | Skatte- och idrottsminister | 4 oktober 1991 | 7 oktober 1994 | 3 år och 3 dagar   |       | Moderaterna        | Carl Bildt M – FP – C – KD |
| 2  |  | Thomas Östros (född 1965) | Skatte- och bostadsminister | 22 mars 1996   | 7 oktober 1998 | 2 år och 200 dagar |       | Socialdemokraterna | Persson S                  |